# Markscheidewesen
Das Markscheidewesen oder die Markscheidekunde ist eine Ingenieurdisziplin, die etwa in der Mitte zwischen Geodäsie, Bergbau und Geologie angesiedelt ist. Das Fachgebiet umfasst ursprünglich – wie der Name Markscheide besagt – die mit dem Bergbau zusammenhängende planerische und vermessende Tätigkeit, hat sich aber im 20. Jahrhundert auch auf die Rohstoff-Prospektion und auf Teile der Geophysik ausgeweitet.

## Ausbildung zwischen Technik und Geowissenschaften
Markscheidewesen ist im deutschen Sprachraum ein Studiengang an der Bergakademie Freiberg. Früher wurde auch an der Montanuniversität Leoben in Österreich, an der ehemaligen Bergakademie Clausthal und der RWTH Aachen Markscheidewesen gelehrt. In Deutschland vertritt der Deutsche Markscheider-Verein e. V. (DMV) die Belange des Fachgebietes, während sie in Österreich auch in den Ingenieurkammern angesiedelt sind (spezielle Zivilingenieure für Markscheidekunde). Die Organisationsformen in der Schweiz, in Südtirol und in Belgien weichen etwas davon ab.
Die Unter-Tage-Vermessung arbeitet zwar mit ähnlichen geometrischen Verfahren wie die Geodäsie an der Erdoberfläche, benötigt aber eine Reihe spezieller Instrumente, Sicherungsmaßnahmen, Vermarkungsmethoden – und vor allem eine gute Kenntnis der Lagerstättenkunde, der Geologie und der Petrografie. An manchen Hochschulen wird deshalb – gefördert auch durch die zunehmend interdisziplinäre Tätigkeit vieler Ingenieurwissenschaften – das Markscheidewesen auch mit dem Studium des Bergingenieurs kombiniert, der u. a. auch in der Auffindung und Verarbeitung der Rohstoffe, in der Erz-Verhüttung und teilweise im Metallbau tätig ist. Aus Sicht des DMV ist die Markscheidekunde daher ein integratives Fachgebiet für verschiedenste Interessenten an der Rohstoffwirtschaft und an vernetzten (nationalen und globalen) Strukturen. Ähnlich wie der Geodät als Vertreter einer relativ kleinen, aber sehr interdisziplinären Spezies die Sprache von Bauingenieur, Architekt, Geotechniker, Landesverwaltung usw. kennen muss, setzt auch die Tätigkeit des Markscheiders eine gute Kooperation und klare Kommunikation mit mehreren Zweigen der Erdwissenschaften und der Industrie voraus.
Das Studium des Markscheidewesens hat etwa 50 % der Inhalte mit dem Vermessungswesen gemeinsam, mit dem es an einigen Ausbildungsstätten kombiniert ist. Neben Lehrveranstaltungen in Geologie, Geophysik, Maschinenbau usw. vertieft es verschiedenste physikalische Messtechniken und dehnt sich auch (wie die Geodäsie) in Richtung Geoinformation, EDV/Datenbanken, Management und Umweltschutz aus.

## Im Spannungsfeld von Technik, Umwelt und Wirtschaft
Das Berufsbild des Markscheiders umfasst Selbständige und im Bergbau Tätige, Vertreter von oder in Behörden (Berghauptmannschaften, Fachministerien usw.), an Hochschulen und in der industriellen Entwicklung.
Wegen ihres breitgefächerten Studiums sind Markscheider über den Bergbau hinaus in vielen anderen Industriezweigen, Behörden, Ämtern und Ingenieurbüros tätig, ebenso als Gutachter oder vereidigter Sachverständiger zwischen Technik, Umwelt und Ökonomie.
Der Bergbau und die Energie- bzw. Rohstoffwirtschaft sind durch zahlreiche Zielkonflikte geprägt. Sie resultieren aus oft gegensätzlichen Ansprüchen von Teilgesellschaften an die Nutzung der Erdoberfläche und des Erdinnern. Der Markscheider kann hier in einer Schlüsselposition zur Erarbeitung von Problemlösungen stehen, was sich an den markscheiderischen Arbeitsschwerpunkten zeigt:
- Bergbau und Altbergbau, z. T. Deponie- und Tunnelbau,
- die Auswirkung dieser Tätigkeiten auf Umwelt, Bevölkerung und Bergschäden,
- Untertage-Vermessung, gebirgsdynamische und Deformations-Messungen,
- Dokumentation, 3D-Modellierung, Geoinformation, bergbauliche Raumplanung, Genehmigungsverfahren, Bergrecht und
- erneuerbare geogene Energien, Lagerstättenmanagement, Riss- und Kartenwerke.

Der nationale und globale Bedeutung des Berufsstandes steigt annähernd mit dem Rohstoffverbrauch der Menschen. Auch die Politik verlangt Versorgungssicherheit mit mineralischen und metallischen Rohstoffen ebenso wie mit Erdöl/Erdgas und Massenrohstoffen für das Bauwesen.
Das Markscheidewesen dient diesem Ziel durch eine geordnete, umweltverträgliche und sichere Nutzung der Lagerstätten.

## Markscheiderische Tätigkeiten im Einzelnen
- Erkundung, Untersuchung und Bewertung von Bodenschätzen, Lagerstättenprojektion,
- Planung, messtechnische Erfassung und Dokumentation von Bergwerken (oft auch Kavernen und Höhlen); kartografisch und in Rissen,
- Vermessung von Tagebauen und bergbaulichen Tagesanlagen,
- rohstoffbezogenes Geoinformationswesen (Erfassung, Auswertung und bedarfsgerechte Bereitstellung von Daten und Karten),
- Vorbereitung von Bergbauberechtigungen, Projektierungs- und Planungsarbeiten für den Aufschluss und die Gewinnung der Lagerstätte,
- einschlägige Fragen der Betriebswirtschaft sowie von Wasserwirtschaft, Landes- und Regionalplanung und
- geotechnische Raumplanung (Ermittlung und Überwachung der über- und untertägigen Auswirkungen des Abbaus und von Maßnahmen der Rekultivierung; Vorbeugung bzw. Verminderung von Bergschäden, plan- und datenkundliche Beweissicherung).